# Seimas
Il Seimas è il Parlamento nazionale della Lituania, che conta 141 membri eletti ogni quattro anni. Circa metà dei membri (71) sono eletti nelle singole costituenti, mentre l'altra metà viene eletta a livello nazionale con sistema proporzionale. Per accedere al Parlamento, un partito deve ricevere almeno il 5% dei voti, e una coalizione multipartitica almeno il 7%.

## Semantica
La parola Seimas è etimologicamente legata alla parola polacca "Sejm", il nome della camera bassa del Parlamento della Polonia, e alla parola lettone "Saeima", il nome del Parlamento della Lettonia.

## Palazzo del Seimas
Il Palazzo del Seimas è stato progettato dagli architetti Algimantas e Vytautas Nasvytis e da Robertas Stasėnas.

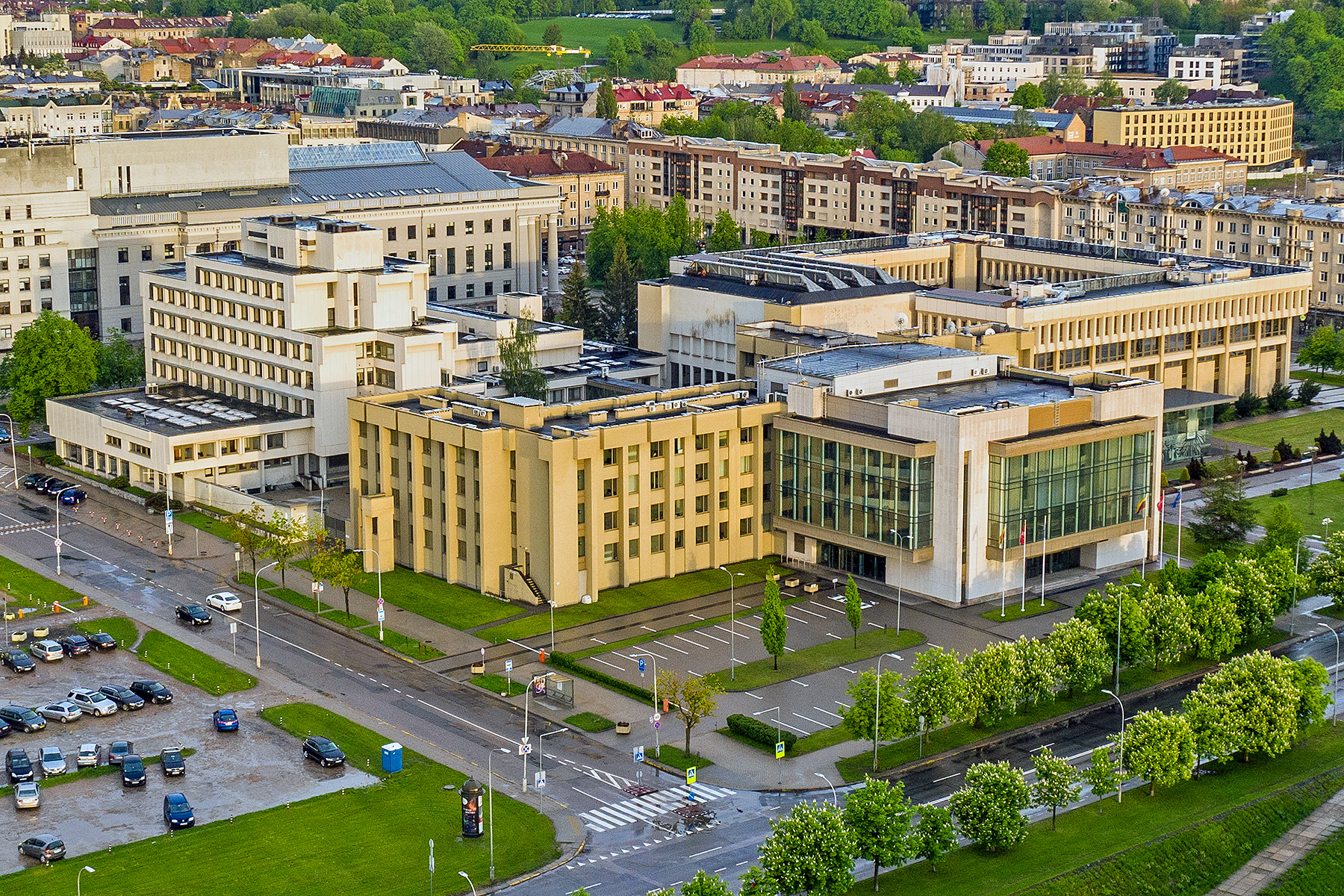
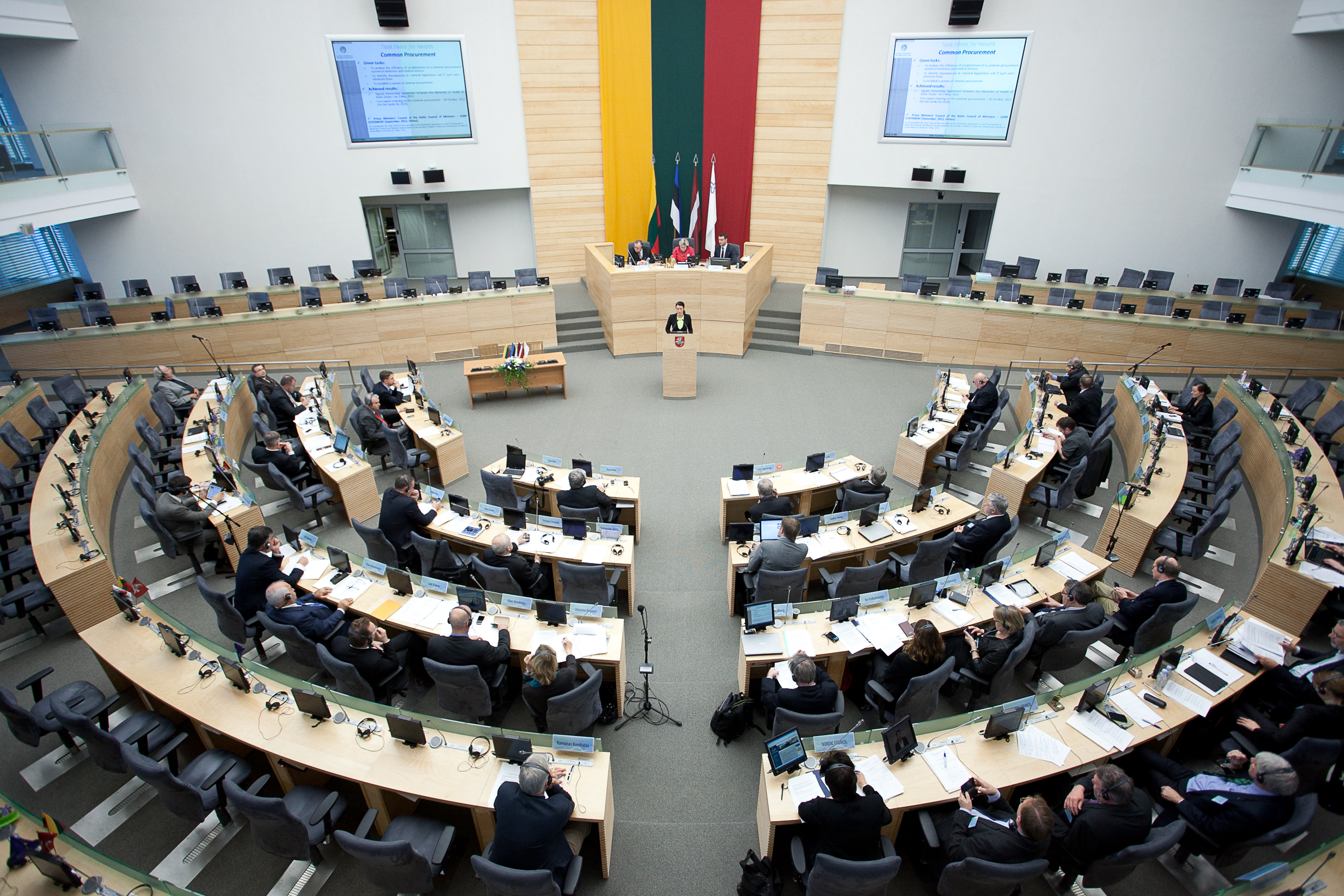